# Hilke Stamatiadis-Smidt
Hilke Stamatiadis-Smidt (* 22. September 1938 in Wilhelmshaven; † 13. August 2023 in Heidelberg) war eine  deutsche Wissenschaftspublizistin und Pressesprecherin von Forschungsinstitutionen, zuletzt Leiterin der Stabsstelle für Presse- und Öffentlichkeitsarbeit des Deutschen Krebsforschungszentrums (DKFZ).

## Leben
Sie besuchte die Schulen in Varel in Friesland und in St. Goar am Rhein, wo ihr Vater nach dem Krieg Werftsleiter geworden war, und absolvierte 1958 ihr Abitur in Mainz. Während ihres Studiums der Romanistik, Anglistik und Pädagogik in Bonn und Kiel war sie über mehrere Semester Schauspielerin der Studiobühne Kiel, mehrfach in Hauptrollen, unter anderem im Stück Furcht und Elend des Dritten Reiches, und in Bonn Mitglied des AstA. Nach Philosophicum 1961 und Magister-Abschluss mit einer Arbeit zur englischen Literatur in Bonn 1966 wurde sie Mitarbeiterin der Pressestelle des Ministers für Wissenschaft, Gerhard Stoltenberg, engagierte sich aber gleichzeitig bereits in der SPD und gründete zusammen mit der Bundestagsabgeordneten Annemarie Renger und der Autorin und Anwältin Hannelore Fuchs den „Montagsclub für politische und gesellschaftliche Kontakte“ in Bonn, einem politischen Debattierclub für Frauen. In der Pressestelle war sie vor allem für Aufbau und Pflege internationaler Kontakte sowie Weltraumforschung zuständig und trat bei Abwesenheit des Sprechers vertretungsweise als Sprecherin des Ministers auf.
1969 übernahm sie die Pressestelle der Deutschen Forschungsgemeinschaft (DFG) und baute deren Presse- und Öffentlichkeitsarbeit auf, initiierte zahlreiche Veranstaltungen und schuf neue Publikationsformate. Unter anderem edierte sie die seit dieser Zeit umfangreichen Jahresberichte (bis 1976), mit dem Ziel, die Ergebnisse wissenschaftlicher Forschungen dem breiteren Publikum und der akademischen Öffentlichkeit näher zu bringen. Zeitweise war sie Mitglied des Betriebsrats der DFG und zusätzlich Schöffin am Landgericht Bonn. 1976 übernahm sie die Aufgabe, die Stabsstelle Press- und Öffentlichkeitsarbeit des Deutschen Krebsforschungszentrums aufzubauen, behielt aber ihre Verbindung zur DFG als Mitglied von Beratergremien und Preisjuries (zuletzt bis 2018/19 in der Jury des Kommunikator-Preises der DFG). Dafür entwickelte sie neue Publikationsformate, wie die von ihr 1986 gegründete Zeitschrift 'einblick', in deren Rahmen gelegentlich auch Sondernummern mit detaillierter Einführung in ein Thema erschienen.
In der Zeit initiierte sie, zunächst informell mithilfe von freiwillig arbeitenden pensionierten Ärzten, die Gründung eines Telefondienstes am DKFZ für von Krebs betroffene Bürger, woraus nach Übernahme der Finanzierung durch das Bundesministerium für Gesundheit der 'Krebsinformationsdienst (KID)' entstand, dessen Büros im Mai 1986 nach bereits angelaufener Förderung bezogen werden konnten (zu diesem siehe unten). Im Rahmen der Leitung des KID gründete sie 1991 auch den deutschsprachigen Dreiländerverband der Krebsinformationsdienste in Österreich, Deutschland und Schweiz, woraus schließlich die International Cancer Information Group (ICISG) erwuchs, und initiierte 1992 zusammen mit Regierungsinstitutionen und dem DKFZ die „Koalition gegen das Rauchen“. 1985 und 1990/91 war sie Lehrbeauftragte des Instituts für Publizistik der Universität Mainz, anschließend 1991/92 und 1994 des Instituts für Publizistik der Freien Universität Berlin.
Die folgenden Jahrzehnte, auch über ihre Pensionierung Ende 2002 hinaus, waren geprägt von der von ihr übernommenen Doppelrolle: Die zum Teil für ein weiteres Publikum wenig verständlichen Forschungen spezialisierter Wissenschaftler verständlicher zu machen, womit sie der Wissenschaft diente, und andererseits den Interessen der Öffentlichkeit an Aufklärung entgegenzukommen, womit sie der demokratischen Öffentlichkeit diente, wie sie es verstand. Daraus erwuchsen mehrere Buchpublikationen, um zum Thema Krebs einfach verständliche Informationen zugänglich zu machen, sowie auch in neueste Grundlagenforschungen einzuführen, wie in dem von ihr mit Harald zur Hausen herausgegebenen Buch zu Genom-Forschungen. Zu den von ihr einem weiteren Publikum bekanntgemachten Forschungen gehören auch die Erkenntnisse des Letzteren, für die dieser schließlich den Nobelpreis erhielt. 
Sie initiierte außerdem eine Broschürenserie zur Information zu Themen wie Tumorschmerzen, Krebs und Sexualität, Krebs und Rauchen etc. für die weitere Öffentlichkeit. Sie wurde aufgrund ihrer vielfältigen Außenwirkung mehrfach mit Wissenschafts-Publizistikpreisen ausgezeichnet, unter anderem vom US-amerikanischen National Cancer Institute, mit deren Krebsinformationsdienst (Cancer Information Service) sie eine enge Partnerschaft aufbaute. 1996 erhielt sie für ihr Engagement für KID das Bundesverdienstkreuz von Roman Herzog persönlich verliehen, 1998 wurde sie Ehrenmitglied der Deutschen Krebsgesellschaft. Sie gründete 1989 zusammen mit Wissenschaftsjournalisten, insbesondere Barbara Ritzert, die Beratungsfirma ProScientia, der sie in der Anfangsphase als Beraterin für Wissenschaftskommunikation zur Verfügung stand, und wurde 1998 Mitglied im Verwaltungsrat der SmithKline Beecham Stiftung für den Bereich Publizistik. In einer Wissenschaftssatire von Kollegen trat sie unter dem Namen „Ilka Stamfordis“ im Rahmen der Entdeckung des „Ero-Gens“ auf.

## Der Krebsinformationsdienst (KID)
Eine ihrer wichtigsten und folgenreichsten Initiativen war der Krebsinformationsdienst (KID), mit dem jedem Anrufer auf verständliche Weise und auf der Grundlage der neuesten Erkenntnisse der Krebsforschung persönliche Auskünfte erhält. Zunächst mit wenigen Freiwilligen in der Pressestelle, mit Unterstützung des Leiters des DKFZ, Harald zur Hausen, noch ohne festen institutionellen Rahmen begonnen, da die Nachfrage so dringend war, übernahm das Bundesministerium für Gesundheit die Initiative Ende 1985 als Modellprojekt des „Gesamtprogramms zur Krebsbekämpfung“. Die Leitung wurde Hilke Stamatiadis-Smidt und der Heidelberger Psychoonkologin Almuth Sellschopp übertragen. Da sich der KID bewährte und das DKFZ eigens dafür seine Statuten anpasste, konnte er im Rahmen des DKFZ fortgeführt werden, seit 1991 unter der alleinigen Leitung von Hilke Stamatiadis-Smidt. In einem Interview zum 25-jährigen Jubiläum 2011 schilderten Hilke Stamatiadis-Smidt und Harald zur Hausen die Gründung des KID, die auf Anregungen auf einer Konferenzreise in den USA zurückgeht: „Das gab es in ganz Europa noch nicht“. In ihrem Nachruf heißt es über ihre Rolle für den KID und darüber hinaus: „Hilke Stamatiadis-Smidt hat einen großen, nicht genug zu würdigenden Beitrag zur Entwicklung der Krebsinformation und der Gesundheitsinformation insgesamt in Deutschland geleistet. ... Unvergessen bleiben auch (...) ihr Einsatz für persönliche Belange ihrer Mitmenschen und ihr Geschick, Netzwerke zu schaffen.“

## Engagement im griechischen und deutschen Tierschutz
Sie war Gründerin und langjährige Vorsitzende des Vereins Tierhilfe Chalki e.V., der sich insbesondere für den Schutz von Katzen und eine verbesserte Akzeptanz des Tierschutzes auf der Insel Chalki in Griechenland einsetzte. Sie war auch seit 1994 Mitglied der Tierschutzkommission am DKFZ und Gründerin und Vorsitzende der Heidelberger Ortsgruppe des Edelkatzenzüchtervereins.

## Familie
Hilke Stamatiadis-Smidt war die Tochter des bundesrepublikanischen Konteradmirals und NATO-Befehlshabers der Flotte Karl E. Smidt aus einer ostfriesischen Familie. Sie gab 1981 gemeinsam mit diesem die regime-kritischen Gedichte ihres Großvaters Pastor Reinhard Smidt, die dieser als Mitglied der Bekennenden Kirche in der Zeit des Nationalsozialismus verfasst hatte, aus dem Nachlass heraus. Sie war seit 1969 mit dem griechischen Betriebswirt Avgoustos Stamatiadis verheiratet, mit dem sie auf seiner Herkunftsinsel Chalki bei Rhodos das Haus seiner Großeltern übernahm und restaurierte. Regelmäßig verbrachte sie ihre freie Zeit auf Chalki. Sie war die Tante der Schweizer Museologin und Kunstvermittlerin Sara Smidt Bill.

## Auszeichnungen (Auswahl)
- 1977 „Goldener Groschen“ des Kollegiums der Medizinjournalisten
- 1993 Franz-Anton-Mai-Preis für die Zeitschrift 'einblick' (mit der Redaktion)
- 1995 Publizistikpreis der GlaxoKline Beecham Stiftung für die 'einblick'-Sondernummer „Krebs und Gene“ (mit der Redaktion)
- 8. Oktober 1996 Bundesverdienstkreuz I. Klasse durch Bundespräsident Roman Herzog
- 1998 Ehrenmitgliedschaft der Deutschen Krebsgesellschaft
- 2002 Partnership Award des National Cancer Institute, USA[19]

## Veröffentlichungen  (Auswahl)
- Zeitschrift-Herausgabe: 'einblick', Deutsches Krebsforschungszentrum, Heidelberg, verantwortl. 1986–2002.
- Hilke Stamatiadis-Smidt & Almuth Sellschopp (Hrsg.): Thema Krebs, Fragen und Antworten, Springer Verlag 1993.
- Hilke Stamatiadis-Smidt & Harald zur Hausen (Hrsg.): Thema Krebs, Fragen und Antworten, Springer Verlag 1998 (Neubearbeitung der ersten Auflage; 3. überarb. Auflage hrsg. von Hilke Stamatiadis-Smidt, Harald zur Hausen et al., 2006).
- Hilke Stamatiadis-Smidt & Harald zur Hausen (Hrsg.): Das Genom-Puzzle, Berlin: Springer 1998 (ISBN 3-540-64326-5).
- Hilke Stamatiadis-Smidt & Harald zur Hausen: Kehlkopfentfernung und Stimmrehabilitation, Springer Berlin Heidelberg EBooks 1998 (DOI:10.1007/978-3-662-10418-7_45).
- Hilke Stamatiadis-Smidt (Red.): Krebsforschung heute. Berichte aus dem Deutschen. Krebsforschungszentrum 1998, Springer-Verlag Berlin / Heidelberg 1998 (ISBN 978-3-7985-1105-7)
- Hilke Stamatiadis-Smidt (Red.): Krebsforschung heute. Berichte aus dem Deutschen. Krebsforschungszentrum 2002, Steinkopff-Verlag Darmstadt 2002 (ISBN 3-7985-1339-2), darin von ihr mitverfasst: „Presse- und Öffentlichkeitsarbeit“, S. 318–348.
- Heidrun Kirsch (Hrsg.) – Hilke Stamatiadis-Smidt, Monika Keller, Klaus-Dieter Humbert, Birgit Hiller, Andrea Gasser (verantwortl.): Sprechende Medizin, Behandlungsmöglichkeiten bei Krebserkrankungen – Betroffen?, Informationen für Patienten und ihre Angehörigen, Bad Homburg: Lilly Deutschland GmbH 2002 (ISBN 3-935966-06-7)